# Fara v Karviné
Římskokatolická fara na ulici Pivovarská čp. 2/1 stojí v katastrálním území Karviná-město v místní části Fryštát v okrese Karviná. V roce 2004 byl objekt fary Ministerstvem kultury České republiky prohlášen kulturní památkou České republiky.

## Historie
Původní středověká fara byla dřevěná. Po velkém požáru v září 1781 shořela s přilehlými hospodářskými budovami. V období 1782–1784 byla postavena zděná budova fary. V roce 1830 byla opravena a nově zastřešena. V dalším období získala secesní průčelí.

## Popis

### Exteriér
Fara je patrová zděná omítaná stavba na půdorysu obdélníku krytá valbovou střechou. Devítiosé průčelí má středový trojosý rizalit s nízkým atikovým nástavcem. Přízemní část je členěna soklovou římsou, pásovou bosáží ukončenou jednoduchou patrovou římsou. Patro má nárožní lizény a je ukončeno kordonovou římsou s vejcovodem, pod ní je vlysový pás, který je tvořený štukovými stuhami, zubořezovým páskem, zvonky a listovým dekorem.  Nároží rizalitu jsou zdobena svazčitými pilastry s římsovými hlavicemi s kapkami a fabionovými pásy. Okna průčelí jsou obdélná s profilovanými šambránami v přízemí rizalitu s půlkruhovým zaklenutím. Okna v přízemí mají odstupňované parapety a suprafenestry. Okna v patře mají parapety s kruhovými štukovými věnci se stuhami a kanelurami po stranách. V druhé ose přízemí na volutové konzole stoji plastika Panny Marie s dítětem.

### Interiér
Za prosklenými vstupními dveřmi je předsíň spojená s chodbou dvoukřídlými dveřmi s prosklenými výplněmi a světlíkem. Do patra vede samonosné schodiště s litinovým zdobným zábradlím. Místnosti v přízemí a v patře mají ploché stropy. Součástí interiéru jsou:
v přízemí:
- v kanceláři růžovohnědá sloupková kamna s jednoduchou korunní římsou,
- v jídelně béžová sloupková kamna zdobená reliéfním geometrickým vertikálním a horizontálním páskem,
- v kuchyni původní kachlová pec

v patře:
- hnědá kachlová kamna se secesním květinovým dekorem,
- šedozelená kamna se střední římsou s květinovým dekorem a nárožními akanty na kachlích.

## Galerie

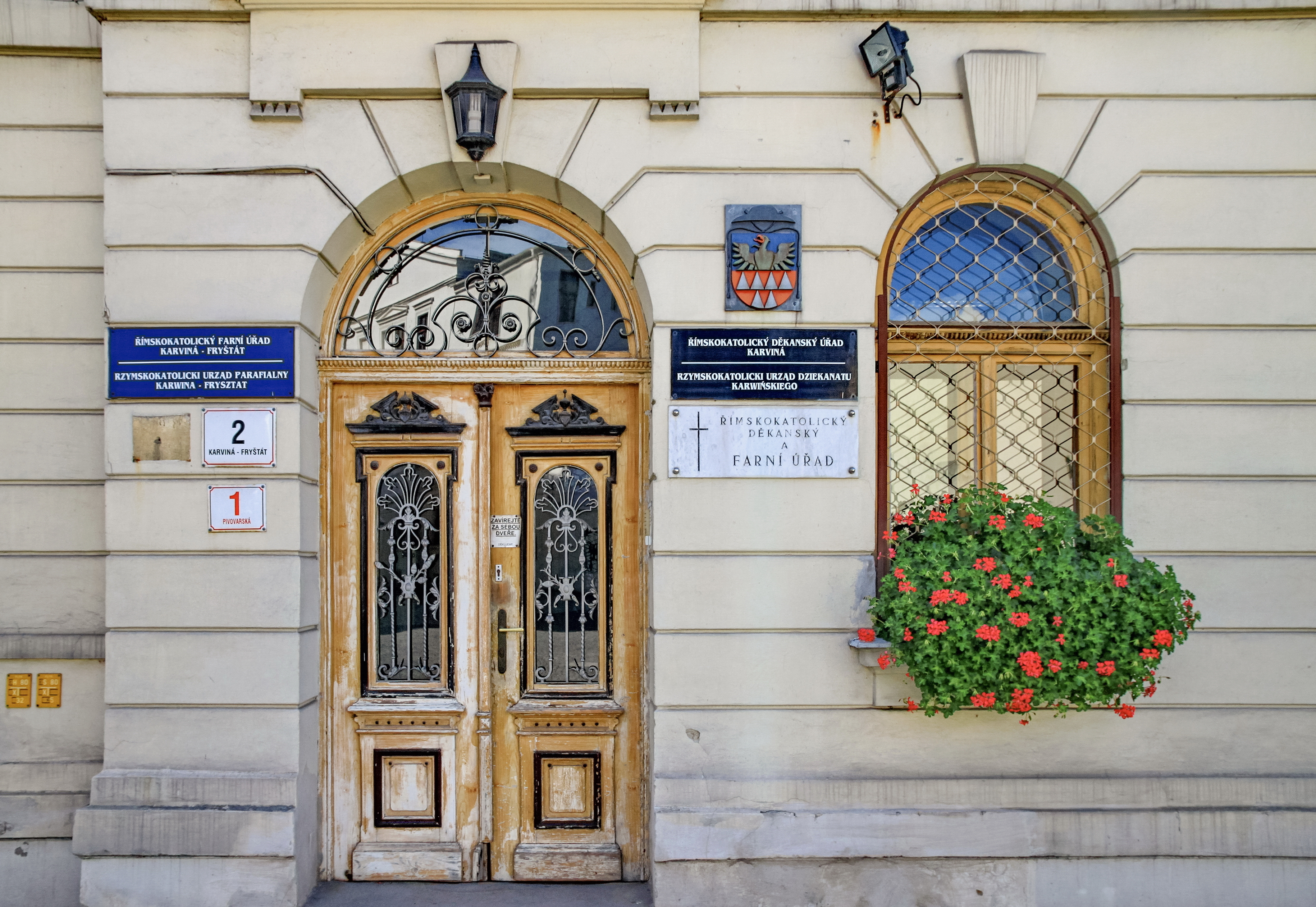
Hlavní vchod
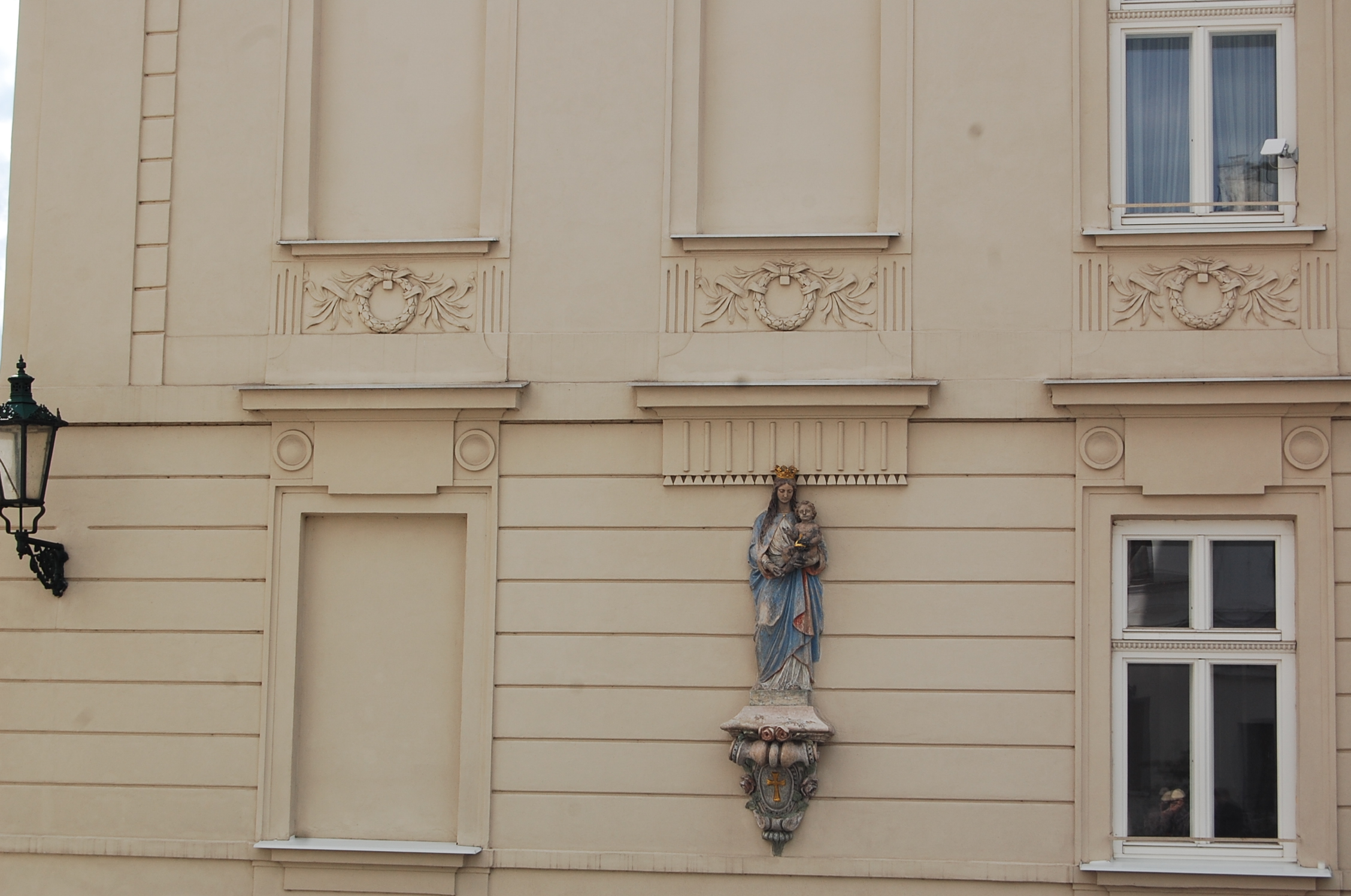
Panna Marie s dtětem
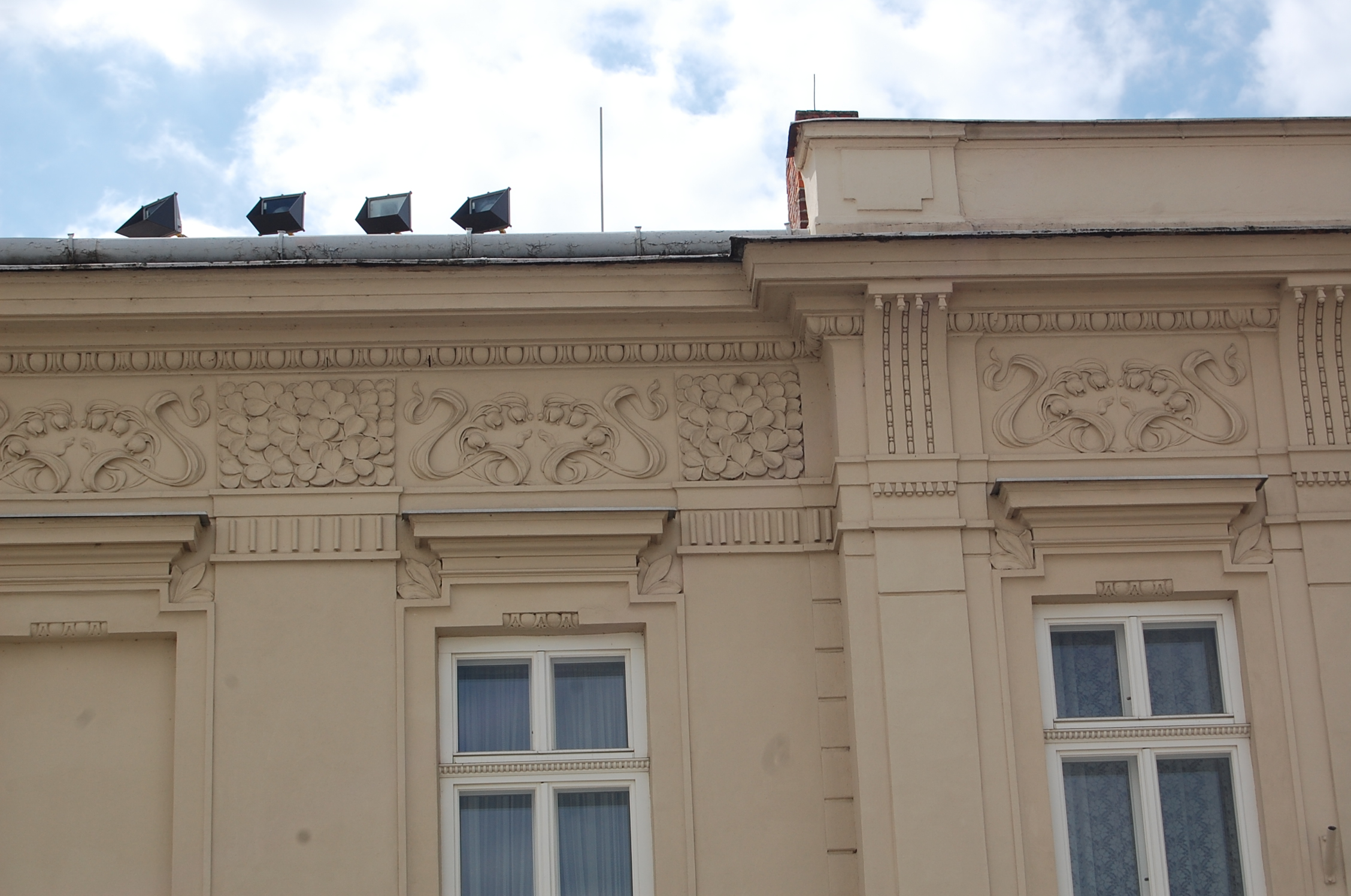
Korunní římsa s ozdobným pásem
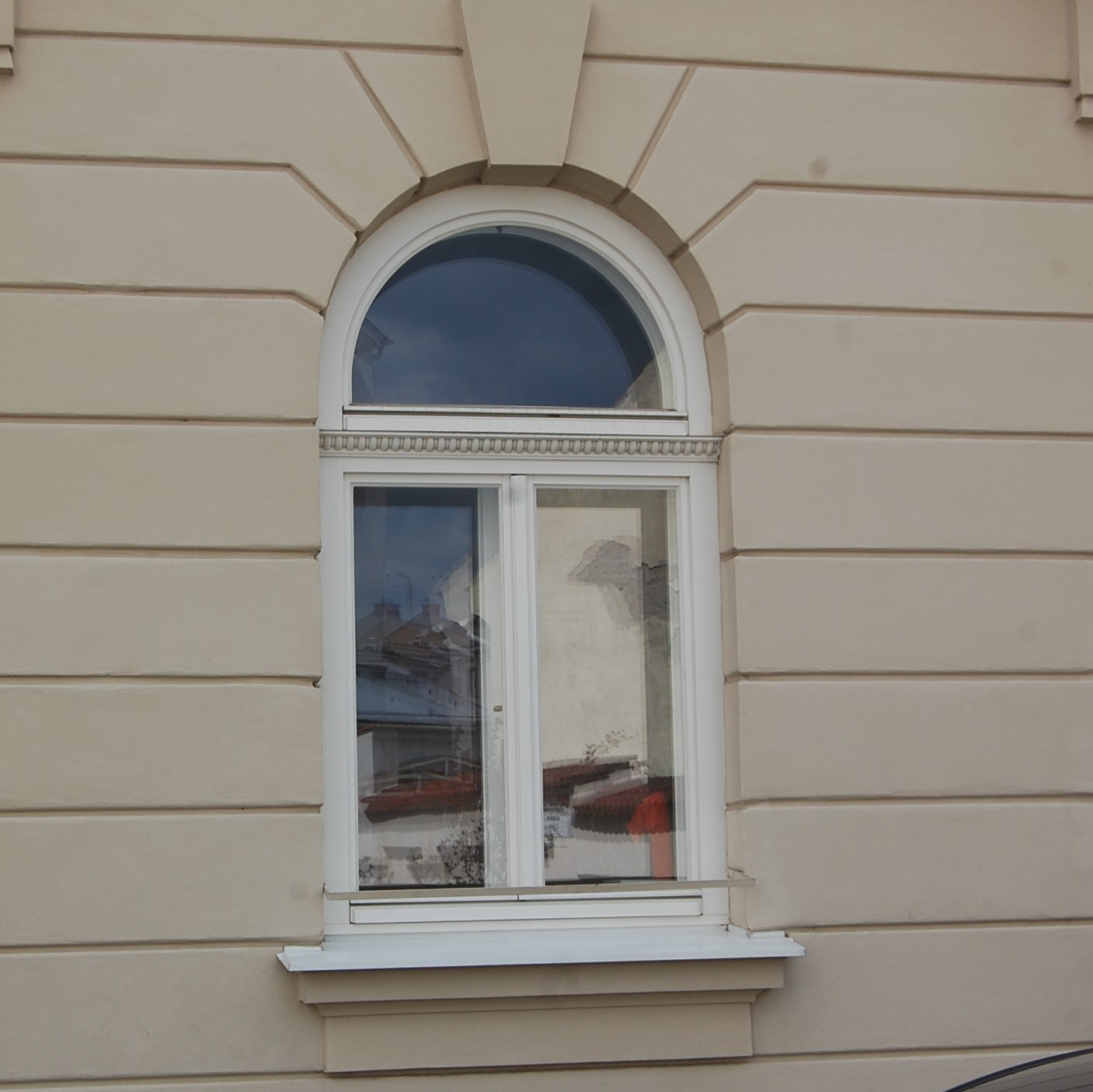
Okno v přízemí rizalitu
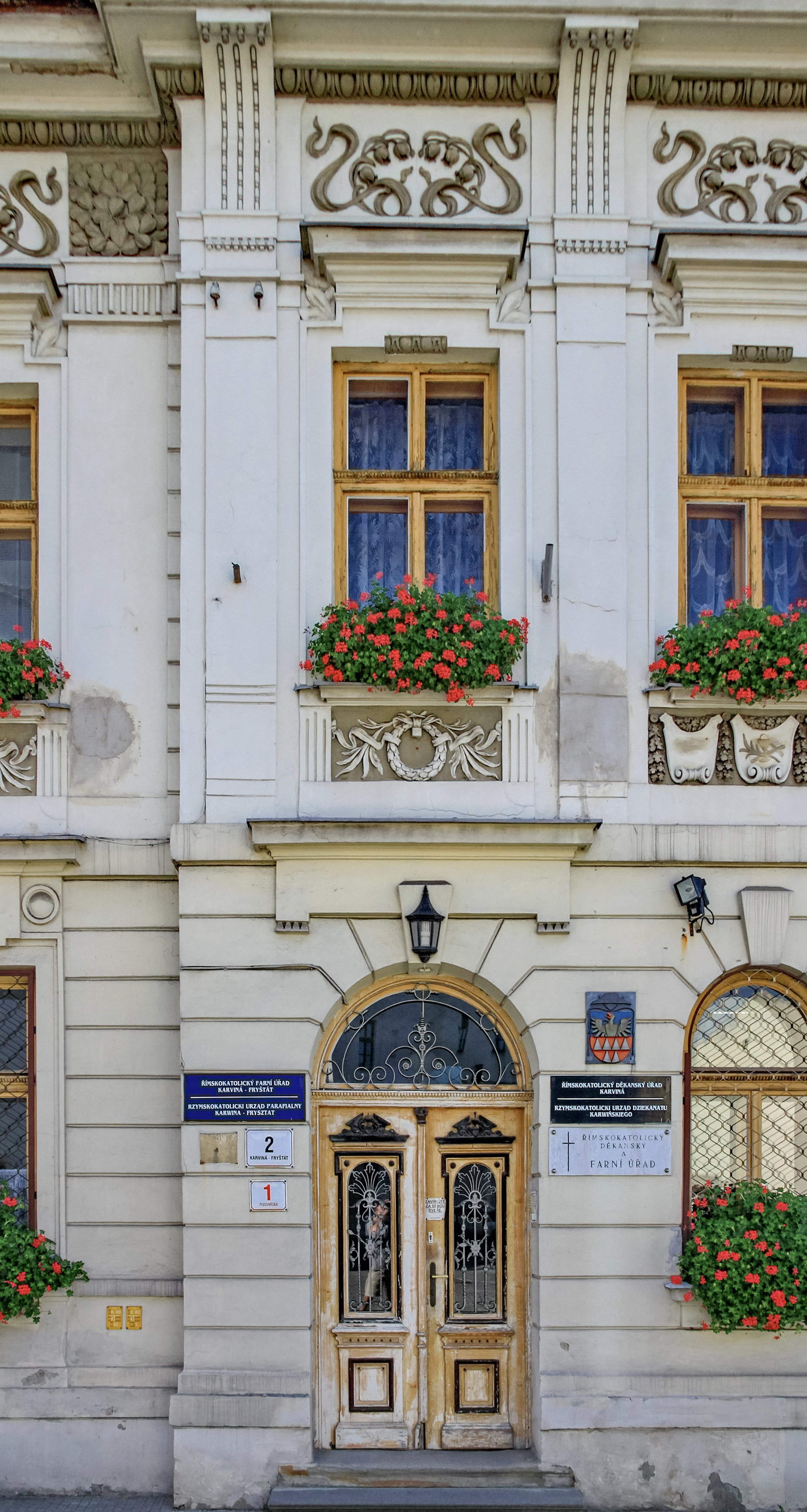
Rizalit
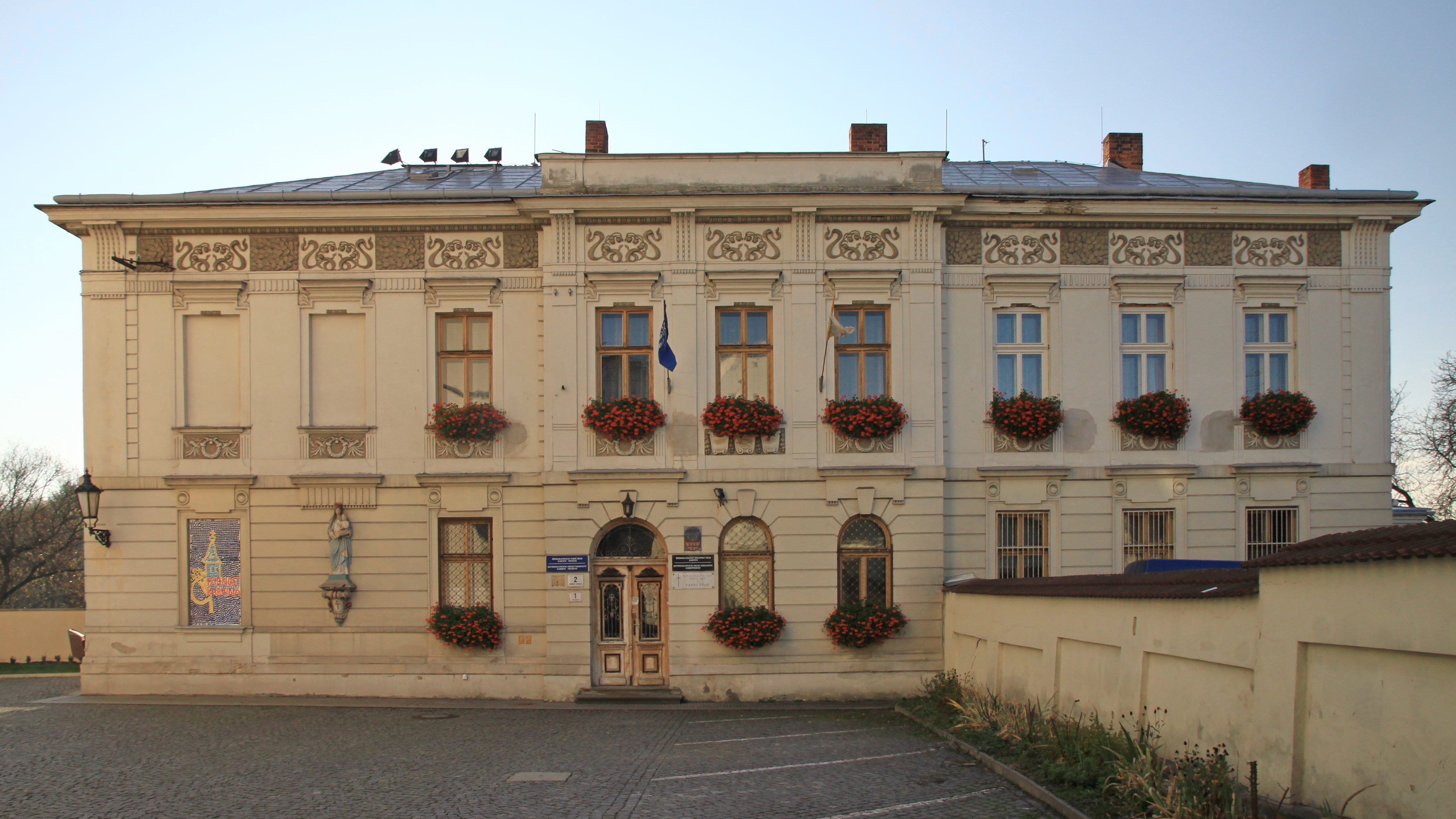
Průčelí fary
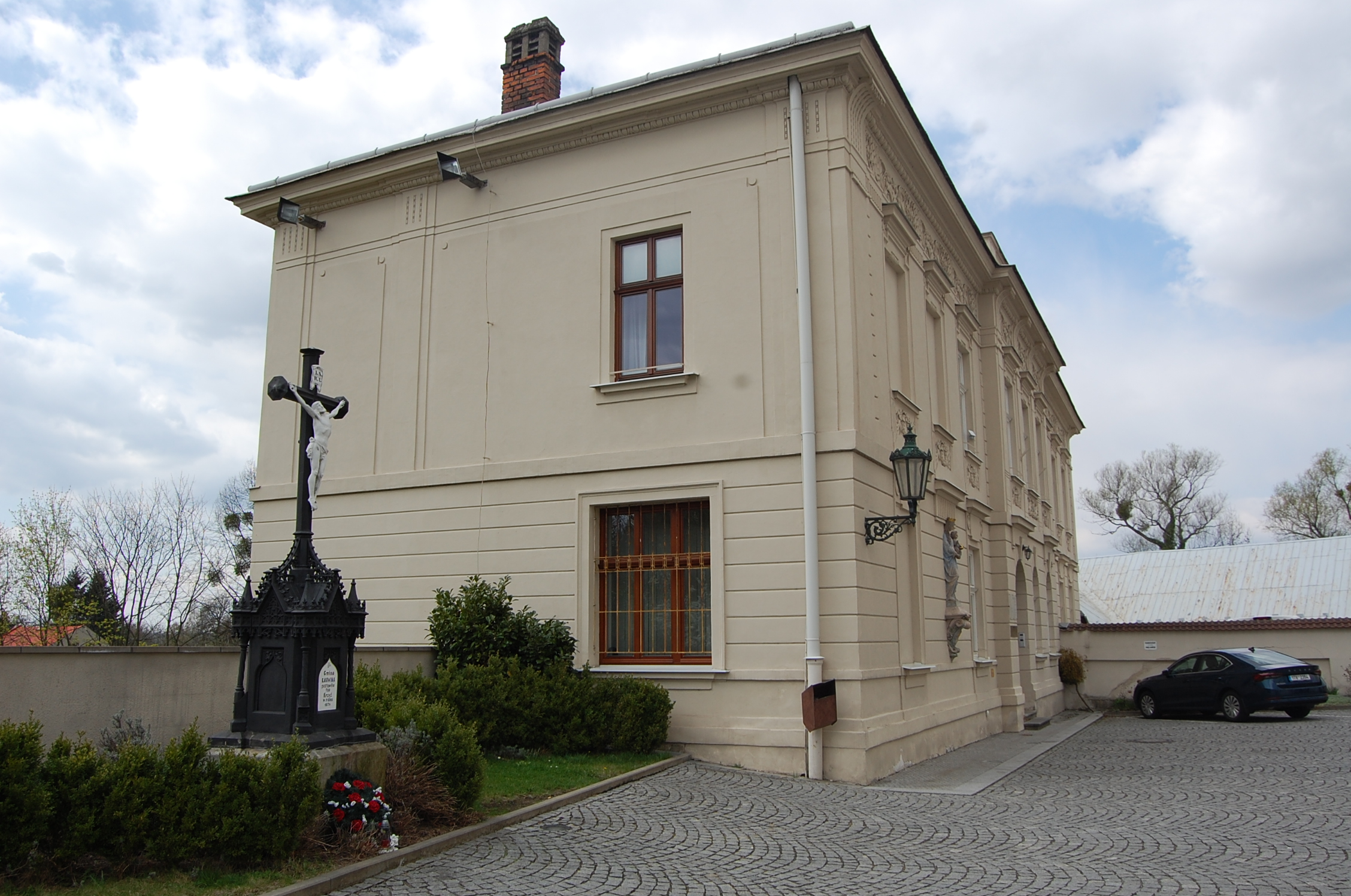
Boční průčelí
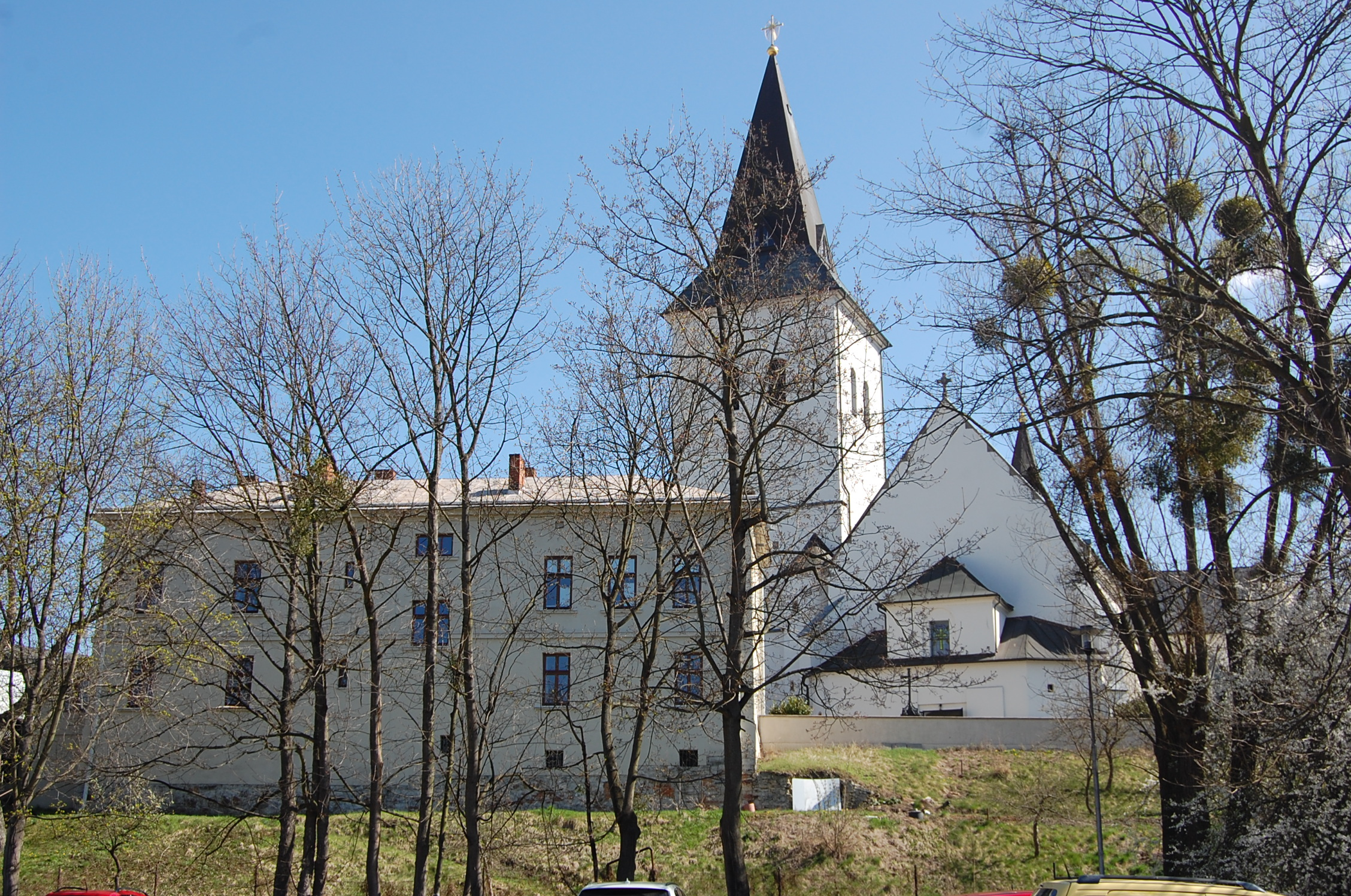
Zadní fasáda fary. Pohled na faru z parku Boženy Němcové